# 旧小諸本陣
旧小諸本陣（きゅうこもろほんじん）は長野県小諸市に現存する本陣兼問屋場建築。内部非公開。

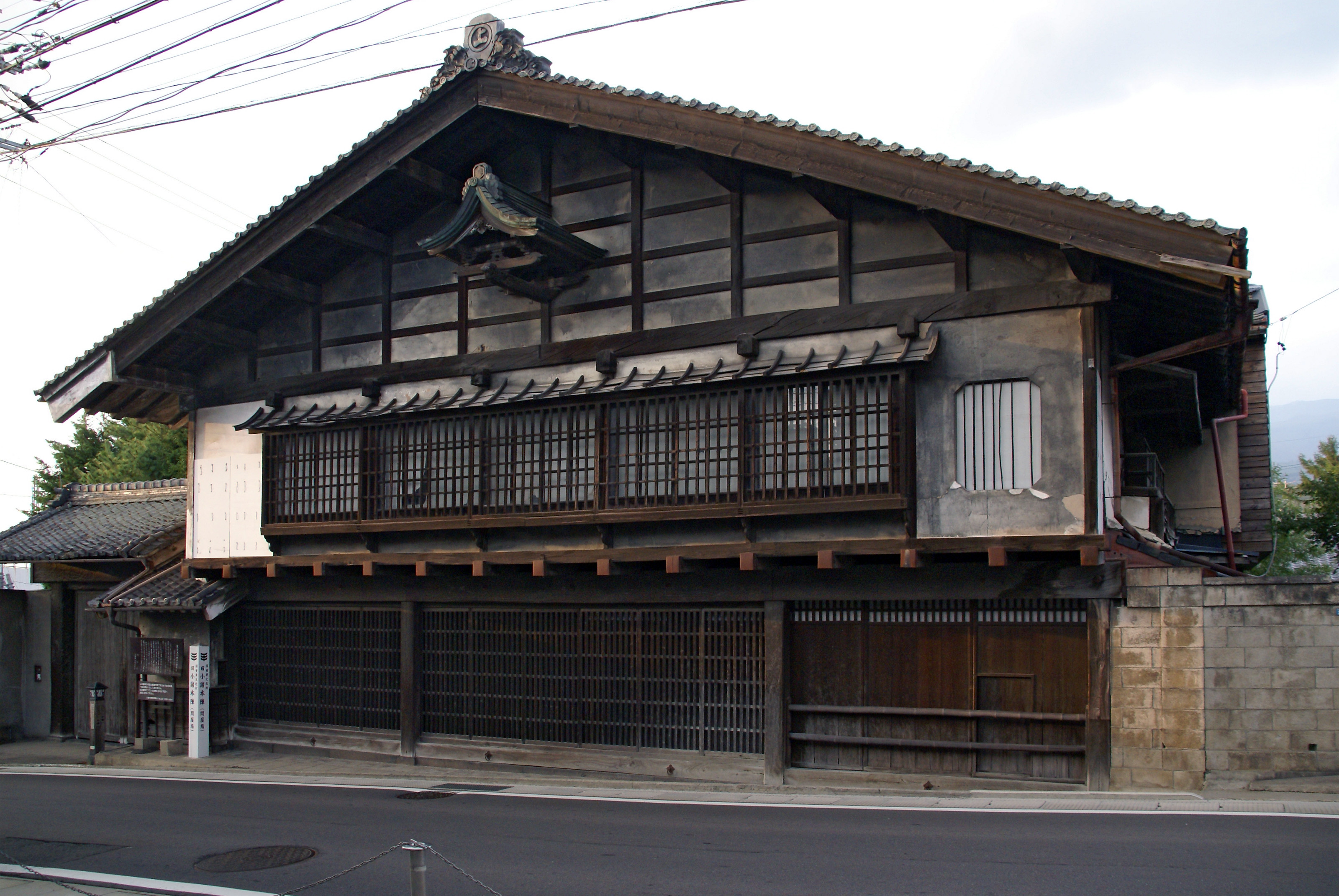
正面

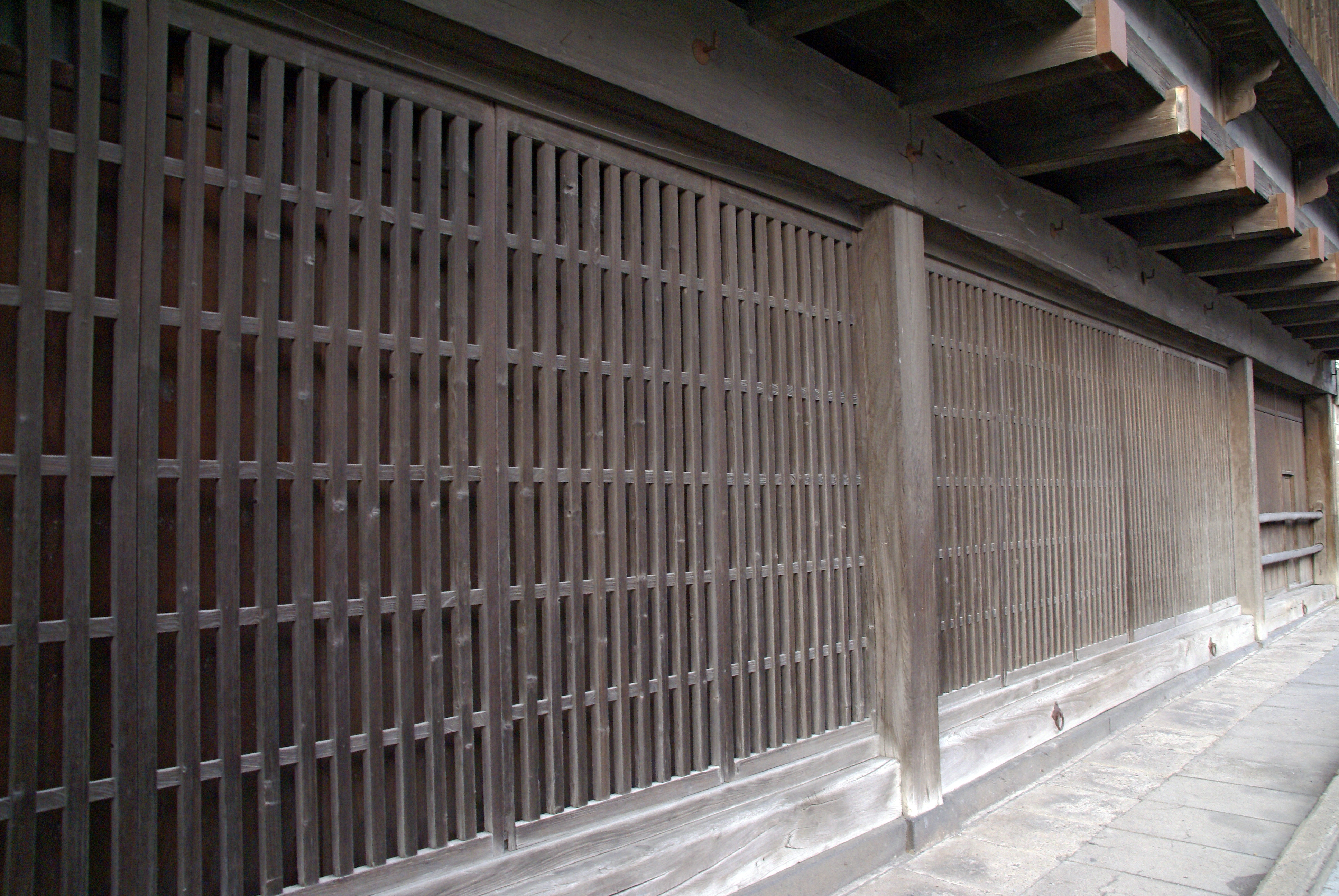
格子

## 特徴
旧北国街道小諸宿の本陣兼問屋場として使用されていた旧上田家住宅である。現存する問屋場建築は全国に僅か2棟しかなく、その希少価値などから主屋と表門が1973年（昭和48年）6月2日、国の重要文化財に指定されている。建築年代は18世紀末～19世紀初頭と推定される。
主屋は北国街道に面して大きな切妻屋根を持ち、腕木で張り出した二階全面に格子窓を設けている。表門は本陣屋敷への出入り口で、薬医門形式の構造を持つ。

## 歴史
明治時代中頃、田村家へ所有が移り、1993年（平成5年）、小諸市に寄贈された。老朽化が著しく、建物が面する長野県道40号諏訪白樺湖小諸線への傾斜や屋根瓦の落下が懸念されるようになったため、国支援のもとでの解体復元工事に向けた応急補修工事として、2016年（平成28年）5月末から、パイプを用いた補強と屋根瓦の一部撤去などが行われた。

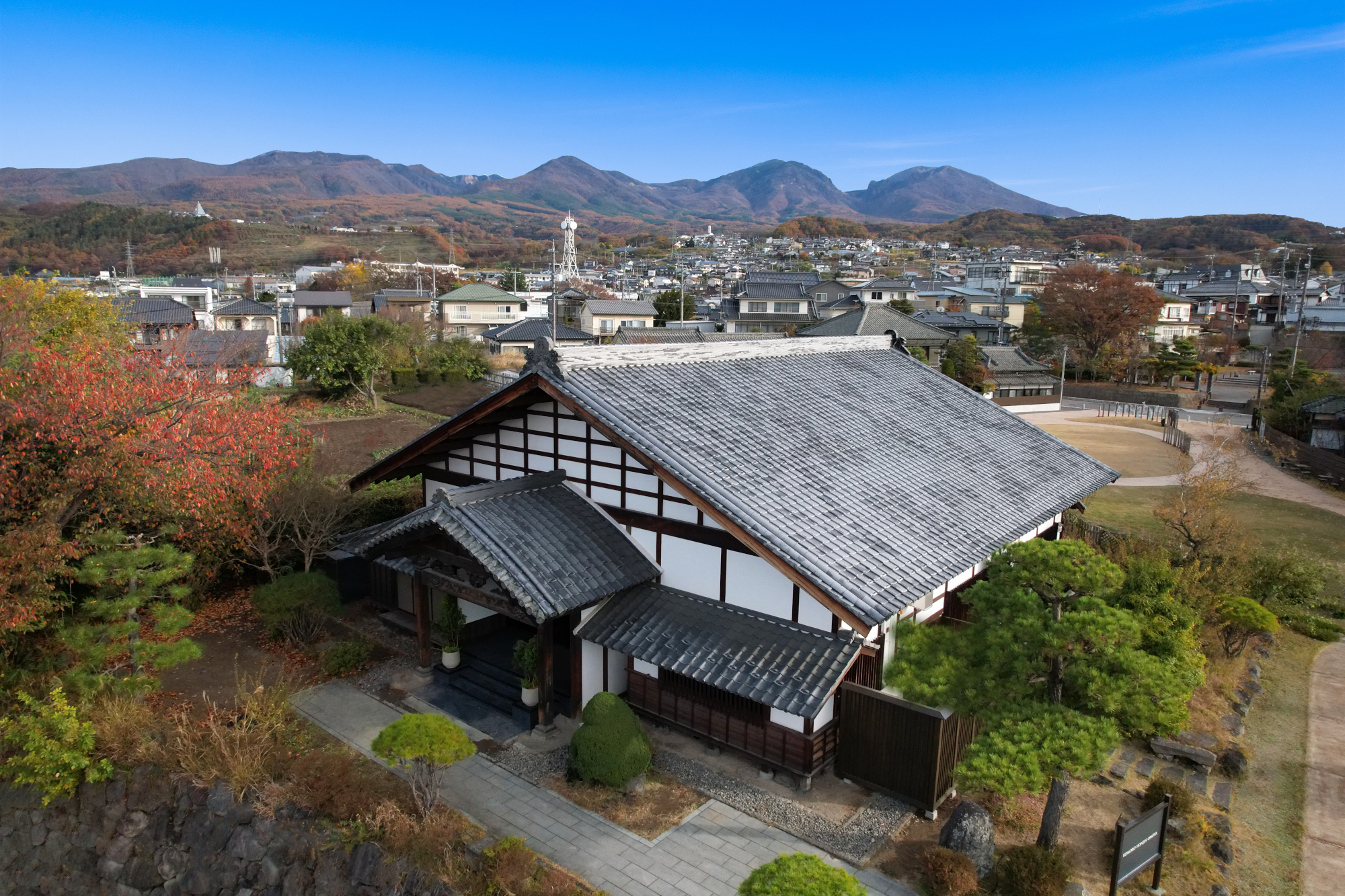
大手門公園内に移築された旧小諸宿 本陣の主屋

かつての主屋部分（上記の重要文化財の問屋場とは別棟）は、明治初頭まで隣地に休泊施設用の建物が存在していたが、佐久市に移築され、現在は本陣から徒歩すぐ、小諸駅前の公園内に再移築された小諸宿本陣主屋として現存する。2023年（令和5年）11月23日に、藤屋御本陳が同施設を活用した飲食施設「KOMORO HONJIN OMOYA」を開業した。

## 建築概要
- 設計 - 不詳
- 竣工 - 18世紀末～19世紀初め
- 構造 - 木造、桟瓦葺、総2階建
- 所在地 - 〒384-0033 長野県小諸市市町1-2-29

## 交通アクセス
- JR・しなの鉄道小諸駅徒歩10分